# Ejército Rojo Japonés
El Ejército Rojo Japonés (日本赤軍 Nihon Sekigun?) fue una organización guerrillera japonesa fundada en 1971 por Fusako Shigenobu que, pese a su reducido número de integrantes, obtuvo un especial protagonismo internacional durante la década de 1970 al realizar una serie de atentados junto al Frente Popular para la Liberación de Palestina, antes de caer en una relativa inactividad a partir de la década de 1980. Su ataque más famoso tendría lugar en 1972, en la conocida como Masacre del Aeropuerto de Lod, cuando tres miembros del grupo dispararon contra varios pasajeros en el Aeropuerto de Lod en Tel Aviv, Israel provocando la muerte de veintiséis civiles. El grupo, que se asentó en el Líbano, no llevaría ataques terroristas en suelo japonés, pero sí que atacó instalaciones de empresas niponas fuera del país. Su segundo ataque más famoso ocurrió en 1974 cuando atacaron la embajada francesa en La Haya, un ataque coordinado con el terrorista venezolano Carlos el Chacal que a la vez que el grupo atacaba la embajada, atentaba contra un café parisino.
La fundadora del grupo, Fusako Shigenobu, fue arrestada en Osaka en noviembre del año 2000 y en abril de 2001 declaró oficialmente disuelto el grupo. El 11 de septiembre de ese mismo año, sin embargo, algunos de sus miembros enviaron un comunicado a diversos medios de prensa internacionales en el que se adjudicaban los ataques contra las Torres Gemelas y el Pentágono, supuestamente en represalia por los bombardeos atómicos sobre Hiroshima y Nagasaki. Fueron la única organización que reivindicó oficialmente la autoría de los atentados. El grupo tenía una fuerte inspiración en la Fracción del Ejército Rojo alemana y mostraba simpatía por el maoísmo y el juche norcoreano.

## Historia
Fusako Shigenobu había sido un miembro destacado de la Facción del Ejército Rojo (赤 軍 派, Sekigun-ha) en Japón, cuyas raíces se encontraban en la Liga Comunista, grupo militante fundado en 1958. Defendiendo la revolución a través del terrorismo, establecieron su propio grupo, declarando la guerra al Estado en septiembre de 1969. La policía arrestó rápidamente a muchos de ellos, incluido el fundador y líder intelectual Takaya Shiomi, quien estaba en la cárcel en 1970. La Facción del Ejército Rojo perdió unos doscientos miembros, y los remanentes se fusionaron con el grupo maoísta Facción Revolucionaria de Izquierda (Kakumei sa-ha) para formar el Ejército Rojo Unido (連 合 赤 軍, Rengo Sekigun) en julio de 1971. El Ejército Rojo Unido se hizo notable durante el Incidente de Asama-Sanso, cuando catorce de sus miembros murieron en una purga en el campamento del grupo en el Monte Haruna. Varios miembros del grupo huyeron a una posada cercana, iniciando un asedio que se saldó con un policía y un civil muertos.
Fusako Shigenobu había salido de Japón con un grupo reducido de simpatizantes que llegó a alcanzar los cuarenta miembros en su apogeo. Después de la masacre del aeropuerto de Lod, el Ejército Rojo Japonés se convirtió en uno de los grupos armados de izquierda más conocidos del mundo. El grupo tenía vínculos muy estrechos con el Frente Popular para la Liberación de Palestina (FPLP) y con el líder terrorista Wadi Haddad.

### Acciones
- 31 de marzo de 1970: nueve miembros del predecesor del Ejército Rojo Japonés, la Facción del Ejército Rojo (cuyos líderes habían sido parte de la Liga Comunista antes de ser expulsados), llevaron a cabo el secuestro aéreo más famoso de Japón, el del vuelo 351 de Japan Airlines, un vuelo nacional de un Boeing 727 de Japan Airlines que transportan a ciento veintinueve personas en el Aeropuerto Internacional de Haneda. Blandiendo katanas y una bomba, obligaron a la tripulación a volar en el avión a Fukuoka y luego al aeropuerto de Gimpo en Seúl, donde todos los pasajeros fueron liberados. Luego, el avión voló a Corea del Norte, donde los secuestradores lo abandonaron y los miembros de la tripulación fueron liberados.
- 30 de mayo de 1972: Tres miembros del grupo llevan a cabo la masacre en el aeropuerto de Lod en Tel Aviv con fusiles de asalto vz. 58 en lo que hoy en día es el Aeropuerto Ben-Gurión. El ataque se saldó con la vida de veintiséis personas, muchos de ellos peregrinos cristianos. Uno de los tres atacantes se suicidó con una granada, otro recibió un disparo en medio del fuego cruzado y un tercero, Kōzō Okamoto, sobrevivió y fue hecho prisionero.
- Julio de 1973: Secuestro del Vuelo 404 de Japan Air Lines sobre los Países Bajos. Los pasajeros y la tripulación fueron liberados en Libia, donde los secuestradores explotaron el avión.
- Enero de 1974: Incidente de Laju; el Ejército Rojo ataca una instalación de Shell en Singapur y toma cinco rehenes; simultáneamente, el FPLP se apoderó de la embajada japonesa en Kuwait. Los rehenes fueron liberados a cambio de un rescate y un pasaje seguro a Yemen del Sur.
- 13 de septiembre de 1974: Ataque a la embajada francesa en La Haya. El embajador y otras diez personas fueron tomados como rehenes y una policía holandesa, Joke Remmerswaal, recibió un disparo en la espalda, provocando su muerte. Después de largas negociaciones, los rehenes fueron liberados a cambio de la liberación de un miembro del Ejército Rojo encarcelado (Yatsuka Furuya), trescientos mil dólares y una huida segura en avión. Los secuestradores volaron primero a Adén, Yemen del Sur, donde no fueron aceptados y luego a Siria. El gobierno sirio se quedó con el dinero del rescate
- Agosto de 1975: el Ejército Rojo tomó más de cincuenta rehenes en el edificio de AIA Group que albergaba varias embajadas en Kuala Lumpur, Malasia. Entre los rehenes estaban el cónsul de Estados Unidos y el encargado de negocios sueco. Los atacantes consiguieron la liberación de cinco camaradas encarcelados y volaron con ellos a Libia.
- 11 de agosto de 1976: en Estambul, Turquía, cuatro personas murieron y veinte resultaron heridas por terroristas del FPLP y del Ejército Rojo Japonés en un ataque al Aeropuerto Internacional Atatürk
- Septiembre de 1977: el Ejército Rojo secuestró el vuelo 472 de Japan Airlines sobre la India y lo obligó a aterrizar en Dacca, Bangladés. El gobierno japonés liberó a seis miembros del grupo encarcelados y presuntamente pagó un rescate de seis millones de dólares.
- Diciembre de 1977: se sospecha que un presunto miembro solitario del Ejército Rojo secuestró el Vuelo 653 de Malaysia Airlines. El vuelo llevaba al embajador de Cuba en Tokio, Mario García. El Boeing 737 se estrelló matando a todos a bordo.[6]
- Noviembre de 1986: Fusako Shigenobu lidera un ataque contra Mitsui & Co. en Manila, Filipinas, tomando varios rehenes.
- Mayo de 1986: el Ejército Rojo dispara proyectiles de mortero contra las embajadas de Japón, Canadá y Estados Unidos en Yakarta, Indonesia.[7]
- Junio de 1987: se lanzó un ataque similar contra las embajadas británica y estadounidense en Roma, Italia.
- Abril de 1988: miembros del Ejército Rojo bombardearon el club recreativo militar estadounidense (USO) en Nápoles, Italia, matando a cinco personas.

## Miembros destacados
- Fusako Shigenobu (fundadora)
- Tsuyoshi Okudaira
- Masao Adachi (cineasta)
- Kazuo Tohira
- Haruo Wako
- Mariko Yamamoto
- Kozo Okamoto
- Osamu Maruoka
- Kunio Bandō
- Kōji Wakakatsu (cineasta)
- Yukiko Ekita
- Masashi Daidōji
- Ayako Daidōji
- Masanori Wakamiya
- Jun Nishikawa
- Junzo Okudaira
- Takeshi Okudaira
- Akira Nihei
- Atsushi Okudaira
- Takahiro Konishi
- Moriaki Wakabayashi
- Shiro Akagi
- Kimihiro Uomoto
- Hiroko Nagata
- Takeshi Okamoto